# Bitva u Poříčí nad Sázavou
Bitva u Poříčí nad Sázavou se odehrála v noci z 19. na 20. května 1420 poblíž dnešní obce Poříčí nad Sázavou, na blíže neurčitém místě za řekou, tedy v okolí dnešního Městečka. Vojsko husitů, přemisťující se z Hradiště na hoře Tábor na pomoc ohrožené Praze, zde úspěšně prorazilo obklíčení, do kterého jej dostaly jednotky českých katolických pánů a oddíly křižáckého vojska krále Zikmunda Lucemburského. Vítězství husitům umožnilo bez překážek dorazit k vytyčenému cíli a nezanedbatelnou měrou přispět k obraně české metropole.

## Předehra
1. března 1420 papež Martin V. vyhověl žádosti římskoněmeckého a uherského krále Zikmunda Lucemburského a bulou Omnium plasmatoris domini vydanou ve Florencii, deklaroval křížovou výpravu proti všem viklefistům a husitům. Dne 17. března byla kruciáta slavnostně vyhlášena ve Vratislavi, kde se právě konal říšský sjezd. Král Zikmund využil přítomnosti říšských knížat, s nimiž sjednal podmínky výpravy, a již koncem dubna jeho armáda, jež se formovala ve slezské Svídnici, překročila hranice Českého království. 3. května před křižáky kapituloval Hradec Králové a vojsko se přesunulo ke Kutné Hoře, kde probíhaly přípravy k tažení na Prahu. Česká metropole se právě nacházela ve svízelné situaci. Husitům se stále nedařilo dobýt Vyšehrad, navíc 7. května pan Čeněk z Vartemberka, nejvyšší purkrabí Pražského hradu, vydal sídlo českých panovníků do rukou zmocněnců krále Zikmunda. Kromě toho před polovinou května dorazilo na obě pražské radnice na 364 listů, kterými čeští páni, rytíři a městské obce vyhlašovaly metropolitům nepřátelství. Na základě těchto skutečností vyslali Pražané do Kutné Hory poselstvo, které mělo s králem vést jednání o kompromisu, avšak jím vznesené podmínky urovnání situace byly nepřijatelné. Za bouřlivého zasedání velkých obcí bylo tedy rozhodnuto požádat o pomoc husitské obce z celých Čech a bránit se křižákům se zbraní v ruce. Do Hradiště na hoře Tábor dorazila výzva 17. května a již dne následujícího vyrazil pomocný odřad pod velením Mikuláše z Husi k Praze. Soudobí kronikáři zanechali dva velmi rozdílné údaje o jeho početním stavu. Autor tzv. Kroniky starého pražského kolegiáta informuje o 9000 osobách včetně žen a dětí, naproti tomu Staré letopisy české (rukopis Sa) hovoří o 3000. Husité se ubírali cestou směrem k Benešovu, jenž byl poddaný pánům z Konopiště a ze Šternberka, kde se proti nim postavilo na 400 jezdců doprovázených pěchotou pod velením dolnolužického fojta Hanuše z Polenska. Toto vojsko jim bylo připraveno zabránit ve vstupu do města, avšak blížící se kolona ho obešla jinou stranou, husité vnikli mezi domy a zapálili místní kostel a faru. Jejich hlavním záměrem bylo dobýt klášter minoritů, nicméně oheň, který se mezitím rozšířil po městě, jim v akci zabránil. Po odchodu z Benešova husité pokračovali ke vsi Poříčí, přebrodili Sázavu a utábořili se na jejím pravém břehu, pravděpodobně v ohybu říčního koryta. Zanedlouho však zpozorovali, že proti nim táhne nepřítel. Rychle proto vyrazili na další pochod, aby nalezli vhodnější místo k zformování vozové hradby, neboť krajina na pravém břehu Sázavy je značně rovinatá. Při postupu, jenž pravděpodobně směřoval k výšinám, které lemují pražskou cestu u Městečka a Nespek, se však začali záhy ocitat v obklíčení, neboť nepřítel proti nim postupoval koncentricky od severu, západu a východu.

## Bitva
Královské vojsko se skládalo z několika částí. První z nich velel Petr Konopišťský ze Šternberka, k němuž se připojil podkomoří Václav z Dubé a z Leštna s žoldnéři z obou pražských hradů (údajně 1600 jezdců). Další oddíl tvořili křižáci Zikmunda Lucemburského pod velením svídnického hejtmana Janka z Chotěnic, Pippa z Ozory a kutnohorského rychtáře Václava Doninského (údajně 10 000 mužů). V podvečer 19. května se těmto jednotkám podařilo husity obklíčit ze všech stran a v prvních hodinách po soumraku proti nim podnikli patrně špatně koordinovaný útok. Jeden z nejautentičtějších zápisů o celé akci pochází z pera literáta, mistra artistické fakulty pražské university a přímého účastníka husitských válek, Vavřince z Březové: 
| „                    | Táboři tedy, třebas byla noc, přichystavše se se svými zbraněmi, s děly, samostříly, sudlicemi, palicemi a cepy, útokem a za třeskotu cepů se pustili do boje s nepřáteli, a z dopuštění Božího vybojovavše s nimi tvrdou srážku, obrátili je na útěk; zabivše skoro dvacet nepřátel a ukořistivše nemálo jejich kopí s korouhvemi označenými červeným křížem, pospíchali v pokoji do Prahy, aniž jim kdo již překážel. | “ |
| — Vavřinec z Březové | |   |

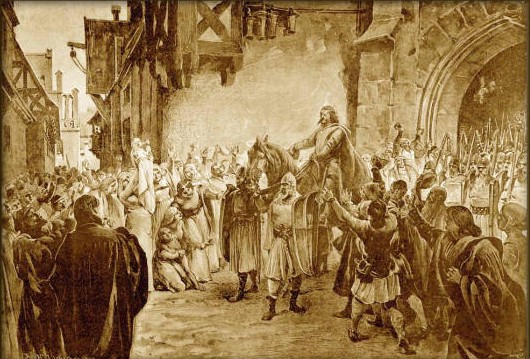
Slavný vjezd Žižky z Trocnova do Prahy roku 1421, Adolf Liebscher

 Ačkoli z této věty nelze usoudit na jakém místě přesně se srážka odehrála, je zřejmé, že husitům se na poslední chvíli podařilo vozy zformovat do hradby a účinně se bránit. Odhodlání obránců po tvrdém boji zlomilo první protivníkův nápor a celé královské vojsko se obrátilo na útěk. Ke zmatku v jeho řadách patrně přispěla i špatná viditelnost, hluk ze střelných zbraní a první ustupující, kteří vyvolávali v zadních řadách paniku. Přestože koloně táboritů s největší pravděpodobností velel Mikuláš z Husi, lze se domnívat, že vojenské operace se odehrávaly podle scénáře, který navrhl a realizoval Jan Žižka.

## Bilance
Po vybojovaném vítězství táborité bez odpočinku vyrazili k Praze, kde je místní obyvatelé přivítali v odpoledních hodinách dne 20. května. Stoupenci krále Zikmunda se již k další akci neodhodlali, a tak jejich pochod proběhl bez další ozbrojené konfrontace. Střetnutí samotné demonstrovalo vojenské kvality čelních táborských představitelů i dobrou organizaci celé obce. Jestliže Vavřinec z Březové dokládá, že křižáci ztratili 20 mužů, Kronika starého kolegiáta pražského uvádí zabitých 50.